# Sheridan
Sheridan es una villa ubicada en el condado de Montcalm en el estado estadounidense de Míchigan. En el Censo de 2010 tenía una población de 649 habitantes y una densidad poblacional de 216,2 personas por km².

## Geografía
Sheridan se encuentra ubicada en las coordenadas 43°12′27″N 85°4′28″O / 43.20750, -85.07444. Según la Oficina del Censo de los Estados Unidos, Sheridan tiene una superficie total de 3 km², de la cual 2.85 km² corresponden a tierra firme y (5%) 0.15 km² es agua.

## Demografía
Según el censo de 2010, había 649 personas residiendo en Sheridan. La densidad de población era de 216,2 hab./km². De los 649 habitantes, Sheridan estaba compuesto por el 95.22% blancos, el 0.62% eran afroamericanos, el 1.85% eran amerindios, el 0.46% eran asiáticos, el 0% eran isleños del Pacífico, el 0.15% eran de otras razas y el 1.69% pertenecían a dos o más razas. Del total de la población el 1.69% eran hispanos o latinos de cualquier raza.